# Joel Eriksson (patinador)
Peter Joel Kristoffer Eriksson (Gotemburgo, 16 de septiembre de 1984) es un deportista sueco que compitió en patinaje de velocidad sobre hielo.
Ganó una medalla de plata en el Campeonato Mundial de Patinaje de Velocidad sobre Hielo en Distancia Individual de 2009, en la prueba de persecución por equipos. Participó en los Juegos Olímpicos de Vancouver 2010, ocupando el séptimo lugar en la misma prueba.

## Palmarés internacional
| Campeonato Mundial en Distancia Individual | Campeonato Mundial en Distancia Individual | Campeonato Mundial en Distancia Individual | Campeonato Mundial en Distancia Individual |
| Año                                        | Lugar                                      | Medalla                                    | Prueba                                     |
| ------------------------------------------ | ------------------------------------------ | ------------------------------------------ | ------------------------------------------ |
| 2009                                       | Richmond (Canadá)                          | Medalla de plata                           | Persecución por equipos                    |